# Fluweelwidavink
De fluweelwidavink (Euplectes capensis) is een zangvogel uit de familie Ploceidae (wevers).

## Verspreiding en leefgebied
Deze soort komt voor in centraal, oostelijk en zuidelijk Afrika en telt zeven ondersoorten:
- Euplectes capensis phoenicomerus: oostelijk Nigeria en Kameroen.
- Euplectes capensis xanthomelas: Ethiopië.
- Euplectes capensis angolensis: Angola.
- Euplectes capensis crassirostris: van zuidoostelijk Soedan, oostelijk Congo-Kinshasa, Oeganda en Kenia tot noordoostelijk Zuid-Afrika en zuidelijk Mozambique.
- Euplectes capensis approximans: oostelijk Zuid-Afrika.
- Euplectes capensis capensis: zuidelijk Zuid-Afrika.
- Euplectes capensis macrorhynchus: westelijk Zuid-Afrika.